# Polissulfeto
Polissulfetos , ou em uma nomenclatura mais antiga polissulfuretos são uma classe de compostos químicos que contêm cadeias de átomos de enxofre. Existem duas classes principais de polissulfetos: ânions e polissulfetos orgânicos. Ânions têm a fórmula geral Sn2−. Estes aniões são as bases conjugadas dos polissulfetos de hidrogênio H2Sn. 
Polissulfetos orgânicos geralmente têm as fórmulas RSnR, onde R = alquilo ou arilo; alguns químicos excluem dissulfetos, RS2R, da classe dos polissulfetos orgânicos.